# Grad Valkestejn
Grad Valkestejn  (nizozemščina  Slot Valckesteyn , nizozemska izgovorjava: [ˌslɔt falkestejnˈ] ) je bil grad na Nizozemskem, ki je bil zgrajen po ukazu gospoda Nikolaja III. Puttenskega in Strijenskega med letoma 1304 in 1311. Stal je med sedanjimi cestami Poortugaalseweg, Varleweg in Slotvalkensteinsedijk v kraju Poortugaal v Južni Holandiji. Nahajal se je na varnem, visokem mestu znotraj obroča nasipov na vogalu otoka, kjer sta se združila reki Maas in Merwede. Bil je eden najlepših gradov v celotni regiji.
Gospod Puttenski je smel na svoje stroške v grad zapreti ujetnike iz dežel Putten, Portegael in Strijen. Prebivalci dežele Portegael so smeli v času nevarnosti tam zavarovati svojo lastnino in življenje.
 Bestand:
Pomemben je bil vojaškem smislu. Zaradi težkih in debelih zidov je bil znan kot neosvojljiva trdnjava. Zelo vzdržljiv značaj sta mu delno zagotavljala dva robustna sprednja stolpa. Zato je preživel več obleganj, zlasti med vojna trnkov in trsk. Leta 1489, ko je Jonker Frans Brederodenski, ki je kot poveljnik »trnkov« zavzel Rotterdam, želel »trskam« dati lekcijo, je 300 vojakov pod poveljstvom Jorisa Brederodenskega in Daniela Lepeltaka odšlo v IJsselmonde. Najprej so oropali grad Valkestejn.

## Zgodovina

### Gradnja
Arhitekturno je grad Valckestejn spadal med vodne gradove, kar je pomenilo, da je bil obdan z vodnim jarkom.
Grad je sestavljal impresiven velik stolp ali bergfrid, ki je bil eden največjih v Holandiji in je pokrival površino 10 krat 18 metrov. Z vsaj dva metra debelim obzidjem je bila utrdba z vmesnim zidovjem razdeljena na dva prostora, in sicer 9 x 5,5 m oziroma 4 x 5,5 m. Gospodarska poslopja so se združevala okrog stolpa in vse skupaj je obdajalo obzidje. Na treh vogalih so bili stolpi, na četrtem pa razgledni stolp. Dno temelja je bilo dva metra pod gladino vode. Uporabljene so bile velike gradbene jame, ki so bile izsušene s pomočjo mlinov na veter za prečrpavanje vode. 
Dostop do precej preprostega glavnega vhoda je potekal skozi prednja vrata, široko cesto in čez velik lesen dvižni most. Glavno nadstropje je bilo visoko približno 4 metre z nadstropjem in podstrešjem nad njim s štirikapno streho, pokrito s skrilavci. Nazobčani parapet s pločevinastim vencem je obdajal žleb na stenah, na treh vogalih konstrukcije pa so bili stolpiči arkel. Pod stražnim stolpom je bilo zidano stopnišče, ki je povezovalo nadstropja. S stenskih stopnic so lahko dosegli udobje v vsakem nadstropju , ki je bilo kot velika greznica izpuščena v temelje. Na daljši strani, na južni strani stolpa je bilo obzidano dvorišče. Stene obzidja so bile debele 1 meter in so bile na notranji strani okrepljene z oporniki, ki so podpirali na lokih oprto steno obzidja. Ob zahodni steni na dvorišču je bila tudi priročnost pod lokom hodnika. Dva težka okrogla stolpa , visoka približno 13 metrov in debela 1,25 metra, sta na vogalih zapirala obzidje. Stolpa sta se na vrhu zlivala v osmerokotnik, na vrhu katerega je bil zvonik s strešnim oknom. Pročelje, vhod v grad in dvorišče so varovali s stolpi. Iz praktičnih razlogov je bilo število oken povsod v zunanji steni omejeno. V notranjščini so bili kamini nameščeni ob pregradnih stenah.

### Prenova
Leta 1588 je grad doživel večjo prenovo. Dvorišče je bilo razširjeno z zahodnim traktom. Poleg tega je bil ob zunanji strani vzhodne strani obzidja na pobočju jarka prizidan razširjen trakt s kuhinjo in sprednja vrata. V 17. stoletju so stolpi izgubili zvonik, parapet pa svoje obzidje. Pred vhodom v vrata je prišlo majhno obzidano mesto z vrati, ki je uničilo bočni pokrov obeh vogalnih stolpov. Vojaški pomen Valkestejna je takrat prenehal. Skozi stoletja se je veliko spremenilo v postavitvi in okrasju. Leta 1817 je bilo v prodajnem oglasu navedeno, da je notranjost sestavljena iz "prostornih dvoran in prostornih spodnjih in zgornjih prostorov, večinoma ometanih in papirnatih, velike kuhinje in drugih dobrin, skupaj s čudovitim hermitažem, pa tudi kitajsko kupolo."

## Lastniki in prebivalci gradu
Pregled lastnikov in njihovih prebivalcev na gradu:
- 1400 - 1458: Jakob, gospod Gaesbeeka, Puttena in Strijena
- 1458 - 1500: Simon Vrederik
- 1500 - 1506: Gilles Valckestejnski (starejši sin Simona Vrederica)
- 1506 - 1555: Dirk Svietenski in Jakob Viljem  Boschuijzenski (z nakupom)
- 1555 - 1578: Boudevajn Roonski (z nakupom)
- 1578 - 1582: Gerit Roonski
- 1582 - 1588: Viljem Lamsveerdenski (z nakupom)
- 1588 - 1704: Joas Grajf Valckestejnski (z nakupom) in potomci Grajfa
- 1704 - 1737: Marija Duijnska
- 1737 - 1738: Kornelij Alardus Oem
- 1738 - 1754: Viljem Hoogervaard, gospod Waverveena (z nakupom)
- 1754 - 1761: Karel Viljem Hoogervaardski (sin Viljema Hoogervaardskega)
- 1761 - 1817: Teodor Schepman in družina Schepman (z nakupom)
- 1817 - 1826: Hubert Pieter Antoni Tijken (z nakupom)
- 1826 - 1827: Sablee (nakup; razgradnja)